# Drosophila cellarum
Drosophila cellarum är en tvåvingeart som först beskrevs av Robineau-desvoidy 1830.  Drosophila cellarum ingår i släktet Drosophila och familjen daggflugor.
Artens utbredningsområde är Frankrike.